# Zaruke
Zaruke je izraz pod kojim se tradicionalno podrazumijeva odnos dvije osobe, koje su jedna drugoj obećale da će sklopiti brak. 
Takve se osobe nazivaju zaručnici. Do zaruka dođe, kada jedan od budućih partnera pristane na bračnu ponudu. Taj se odnos nekada formalno obznanjuje, tako što zaručnici nose zaručnički prsten. Zarukama obično prethodi hodanje.
Trajanje zaruka ovisi o različitim okolnostima, pa može potrajati tjednima, mjesecima, pa i godinama. Zaruke se mogu raskinuti sve do sklapanja braka; takvi raskidi u tradicionalnim društvima i zajednicama obično izazivaju javnu sablazan ili sramotu za zaručnike i članove njihovih obitelji.
Korijeni zaruka nalaze se u židovskim običajima, još prije vremena Abrahama, a kasnije su ih prihvatili Grci i Rimljani. Iz rimskoga bračnoga prava potječe običaj darivanja zaručničkih prstena. Papa Inocent III. odredio je 1215. godine, da svećenici javno u crkvama najavljuju buduća vjenčanja, kako bi svi mogli čuti za njih i eventualno reći na vrijeme, ako netko ima zapreku za crkveno vjenčanje (npr. već je u braku s drugom osobom). Taj običaj postoji i danas. Prije crkvenoga braka, zaručnici trebaju proći zaručnički tečaj pripreme za brak, na kojem slušaju savjete liječnika, iskusnih bračnih parova i svećenika.
U Međimurju se potepanjem perja obilježavaju zaruke mladenaca pa u vrijeme kada su obitelji djevojke i mladića na večeri i druženju, njihovi prijatelji pod okriljem mraka dvorišta zatrpaju perjem i papirima.